# Joachim Eichhorn (Fußballspieler)
Joachim Eichhorn (* 9. Juli 1964) ist ein ehemaliger deutscher Fußballspieler.

## Karriere
Eichhorn spielte mit Kickers Offenbach zwei Jahre im deutschen Profifußball. In der Saison 1983/84 spielte er beim neuen Bundesligisten unter Trainer Hermann Nuber, der das Team in der Spielzeit von Lothar Buchmann übernommen hatte. Eichhorn absolvierte neun Spiele. In der Abschlusstabelle wurde der vorletzte Tabellenplatz belegt, somit stieg Eichhorn mit den Kickers in die zweite Bundesliga ab. Hier spielte Eichhorn 29 Mal und absolvierte ein Tor. Zu Spielzeitende stand wieder der vorletzte Tabellenplatz zu Buche, es folgte der zweite Abstieg in Folge für Eichhorn.